# Journal of Fluid Mechanics
«Journal of Fluid Mechanics» — журнал научного профиля в области механики.

## История

Дж. Бетчелор

Основан в 1956 году известным учёным в области механики жидкости и газа Джорджем Бетчелором. Одной из целей нового журнала ставилось собрать статьи по гидромеханике в одном издании. Первый номер журнала объемом 128 страниц вышел в мае 1956 года.
Журнал является рецензируемым научным журналом в области механики жидкости и газа. В журнале публикуются оригинальные результаты теоретических, вычислительных и экспериментальных исследований. Журнал выпускается издательством Кембриджского университета и имеет сильную связь с Кембриджским университом, в частности, с кафедрой прикладной математики и теоретической физики (DAMTP). Периодичность — два раза в месяц в формате В5 одного столбца. С января 1981 года по предложению издателя вместо двухнедельных выпусков в мягкой обложке объемом 216 страниц журнал перешёл на выпуск ежемесячного тома в твердой обложке объемом около 450 страниц.
Первоначально Бетчелор редактировал журнал единолично, позже была создана редколлегия. По состоянию на январь 2012 года есть 2 заместителя редактора и 20 ассоциированных редакторов.

## Редакторы
Джордж Бетчелор (1956—1996)
- Кейт Моффат (1966—1983)
- Девид Крейтон (1996—2000)
- Тим Педлей (2000—2006)
- Стефен Девис (2000—2010)
- Грей Уостер (с 2007)

## Интересные факты
Своё 25-летие (в 1981 году) журнал отметил выпуском особого юбилейного номера (№ 106), содержание которого составили статьи членов редколлегии, а также некоторых бывших редакторов, на «свободную тему» по их усмотрению. Этот номер был переведён и издан в СССР отдельной книгой — Бэтчелор Дж., Моффат Г., Сэффмен Ф. и др. Современная гидродинамика. Успехи и проблемы: Пер. с англ. 1984. 504 с.